# 96猫
96貓（1993年3月30日—）是一名日本的女性歌手，大阪人。早年活跃于影片彈幕網站NICONICO動畫，上传以Vocaloid歌曲为主的翻唱作品，以多变的声线吸引了众多听众。后也转向YouTube平台上传翻唱作品，进行游戏、歌唱等内容的网络直播。发行多支商业单曲及专辑，参与多部动画、游戏作品的配音和主题曲演唱。各平台累计播放量达三亿次以上。2016年签约索尼音乐主流出道，合约到期后签入同为网络歌手出身的SORARU建立的小型经纪公司cielkocka（チエリコチカ株式会社）。
曾在NICONICO生放送和YouTube平台直播时分别改用“響希棗”和“暗希棗”作為代稱及vtuber名。
2006年开始在NICONICO上传翻唱视频。2013年首次线下巡演。2016年商业出道，为电视动画《人渣的本愿》献唱片头曲《谎言的火花》(「嘘の火花」)。2019年参与泛ACG嘻哈音乐企划Paradox Live，饰演角色Anne Faulkner，担任配音及演唱。2022年為動畫《派對咖孔明》的主角月見英子代唱（原配音為本渡楓）。

## 艺名
“96貓”这一艺名来源于她喜歡黑色的貓，而在日語中“96貓”與“黑貓”同音，因而也将黑貓作為其代表物。在NICONICO生放送和YouTube两个平台直播初期都使用过代名，分别为“響希棗”和“暗希棗”（是母親參考漫画《學園愛麗絲》中的角色日向棗而取，但目前均已停用，统一为“96猫”。

## 履历
- 2006年，开始于NICONICO动画的翻唱（「歌ってみた」）类别下开始上传翻唱作品[4]。

- 2013年7月30日，在日本三大都市圈（东京、大阪、名古屋）展开线下巡演，[3]。
  - 同年11月25日，KADOKAWA出版的96猫官方画册（「96猫オフィシャルブック」）发售[5]。

- 2015年12月7日，开设粉丝俱乐部「96ねこじゃらし」[6]。

- 2016年4月，宣布签约索尼音乐，主流商业出道。
  - 同年6月29日，发布首张商业迷你专辑《Crimson Stain》[7][8]，其中同名主打歌为当年4月播出的春季动画《影鰐-KAGEWANI-承》第二季的插曲。另外，还在该动画的第8集中首次挑战动画配音，饰演纳吉·尧古尔的母亲一角[9]。
  - 同年8月5日，在东京开办不插电迷你演唱会及见面会[10]。
  - 同年10月3日，出演JFN系广播的周二固定节目“NICORADI PARK”（「ニコラジパーク」）[11]。

- 2017年3月15日，作为商业歌手出道后的首张单曲《谎言的火花》（「嘘の火花」）发售[12]。

- 2018年，与CRYPTON FUTURE MEDIA旗下虚拟歌手形象鏡音連联合推出合作商品，发布官方合作翻唱曲《shake it!》[13]。

- 2019年，创建YouTube副频道，推出名为“黯希枣”的虚拟主播形象。同年，与Mafumafu、SORARU、天月、浦田涉、隔壁的坂田五位唱见共同参与迪士尼官方翻唱专辑《Connected to Disney》，两首单独翻唱曲目为动画电影《小美人鱼》和《冰雪奇缘》的片中曲《Part of Your World（英语：Part of Your World）》和《Let it go》的日文版[14]。同年十一月，宣布出演泛二次元音乐企划“Paradox Live”[15]，以该IP旗下组合“BAE”成员Anne Faulkner的名义长期参与唱片发行、线下活动、广播剧等跨媒体活动。

- 2021年，为电视动画《天地创造设计部》演唱片头曲《Give It Up？》[16]。同年，参与本田技研工业F1赛车的应援宣传活动，与大石昌良分别演唱原创活动主题曲《青く》的不同版本[17]。

- 2022年，在电视动画《派对咖孔明》中担任主角月見英子的代唱。除了动画的片尾曲和多首原创片中插曲外，愛貝克思唱片的官方YouTube频道还上传了两首96猫饰演月見英子翻唱的经典J-pop歌曲，分别为大塚愛的《樱桃》[18]和倖田來未的《real Emotion》[19]。同年为手机游戏梦职人与无法忘怀的黑妖精（日语：ジークレスト#コンテンツ一覧）中的角色“ベルベット”配音[20]。

- 2023年七月，发布翻唱专辑《アニメっていいよなぁ?!》，收录多首各时代经典动画歌曲翻唱[21]。同年五月，与三丽鸥旗下卡通形象酷洛米合作推出官方系列商品[22]。

- 2024年二月，为纪念动画总集篇电影《派对咖孔明 Road to Summer Sonia》上映，爱贝克斯唱片的官方Youtube频道上传了96猫饰演动画角色月見英子翻唱的《Otona Blue（日语：オトナブルー）》，该作在原曲基础上进行了重新编曲[23]。同年十二月，为电视动画《悲喜渔生》演唱片的尾曲《承認欲求》发布。

## 个人生活
96猫在小学时常去卡拉ok，由此喜欢上了唱歌，当时主要唱的是滨崎步和柚子乐队的歌，也受母亲影响喜欢中森明菜，有时一天甚至会唱15小时。然而，当时的96猫并未因歌唱受到称赞，只是在打铃鼓时受夸奖。高中二年级时开始认真地想要唱歌，出于想要了解陌生的人对自己歌声的看法，开始用手机录歌上传到网上，起初仅纯将此作为兴趣，但在听到了网络歌手浅倉桐的歌声后深受感动，产生了想要认真开展歌唱活动的想法。职业生涯中记忆最深刻的时期是正值20岁成年时所发行的第二张个人专辑《Iris》（「アイリス」），专辑封面是自己穿着类似成人礼的和服，专辑名称取自花语为“感谢”的鸢尾花，收录曲许多也都是与自己希望继续合作的创作者共同制作的，其中的《MOTHER》是为了母亲首次自作曲。
除了唱歌之外，96猫也热衷于动画和游戏等ACGN文化，从小便喜欢模仿动画中的台词，并且憧憬着成为声优，喜欢的作品是《BLEACH》。高中时期为了赚到买动画周边的零用钱而在祖父母的喫茶店洗盘子打工。喜欢的游戏类型有角色扮演游戏、动作游戏、对战格斗游戏和射击游戏，也喜欢大富翁等桌游。休息时间喜欢逛街、浏览推特，偶尔也会租外国电影来看，但基本上偏向于不出门。也喜欢关于动物的一切，养有一只猫（くぅちゃん）和一只蝴蝶犬（しーちゃん）。喜欢观看的体育赛事是足球、篮球和网球。喜欢的食物有西蓝花、海苔、沙拉、肉类和下酒菜类，煎蛋上喜欢加胡椒。喜欢的零食有jagarico、蒲焼さん太郎和鱿鱼干。非常喜歡喝珍珠奶茶，翻唱和原创歌曲中也常把歌詞改成跟珍珠奶茶有關，例如《珍珠奶茶之歌》（「タピオカのうた」）、《再见了我的珍珠奶茶》（「さよなら僕のタピオカ」）等，2016年还与日本珍奶连锁店"PearlLady"开展联动活动。讨厌的食物是虾和贝类。喜欢的话语是“谢谢”。

## 音樂作品
最高排名以Oricon公信榜為評判標準。

### 商業合作曲
| 樂曲                                                          | 商業合作                                                                                 | 時期   |
| ------------------------------------------------------------- | ---------------------------------------------------------------------------------------- | ------ |
|                                                               | 電視動畫《探險托里蘭托》片尾曲                                                           | 2012年 |
|                                                               | 電視節目“musicるTV”1月度片尾曲                                                           | 2013年 |
|                                                               | 電視動畫《飛翔的魔女》片頭曲（与miwa共同演唱）                                           | 2016年 |
| Crimson Stain                                                 | 電視动画《影鰐 第二期》插入曲                                                            | 2016年 |
| DreamBreaker                                                  | 手机游戏“18梦境异闻录”活动合作曲                                                         | 2016年 |
|                                                               | 電視動畫《人渣的本願》片頭曲                                                             | 2017年 |
| フィロソフィーエッグ                                          | 三丽鸥旗下卡通形象“蛋黄哥”5周年纪念曲                                                    | 2018年 |
| 紅き剣先                                                      | 手机游戏“阴阳师”角色（鬼切）印象曲                                                       | 2019年 |
| Y学園へ行こう                                                 | 动画电影《妖怪學園Y》宣传曲                                                              | 2019年 |
| サヴァイバル・キリング・メーカー                              | 街机游戏“CHUNITHM X-VERSE”原创曲目                                                       | 2020年 |
| Give It Up?                                                   | 電視動畫《天地創造設計部》片頭曲                                                         | 2021年 |
| 青く                                                          | 本田技研工业F1赛车应援曲                                                                 | 2021年 |
| 噛み係                                                        | 街机游戏“舞萌 DX”原创曲目                                                                | 2021年 |
| 明日を待つ                                                    | 电子游戏“荒野行动”赛季S16主题曲                                                          | 2021年 |
| 華麗なるカレーメシ十原則                                      | 日清食品即食咖喱饭宣传曲（与天月共同演唱）                                               | 2021年 |
| MAKAFUKA (Ryu☆ Remix)                                         | 手机游戏“Gran Saga”主题曲官方remix版                                                     | 2021年 |
| 青く蘇る                                                      | 手机游戏“LifeAfter”印象曲                                                                | 2021年 |
| Familiar                                                      | 藤商事旗下弹珠机“P FAIRY TAIL2”搭载歌曲                                                  | 2021年 |
| 誰が為に華は咲く                                              | 手机游戏“感染×少女”主线故事第二部主题曲                                                  | 2021年 |
| Be Crazy For Me                                               | 電視動畫《派對咖孔明》插入曲                                                             | 2022年 |
| I’m still alive today acoustic ver.                           | 電視動畫《派對咖孔明》插入曲                                                             | 2022年 |
| Shooting Star                                                 | 電視動畫《派對咖孔明》插入曲                                                             | 2022年 |
| Find the way                                                  | 電視動畫《派對咖孔明》插入曲                                                             | 2022年 |
| DREAMER                                                       | 電視動畫《派對咖孔明》插入曲                                                             | 2022年 |
| 燎原                                                          | 电子游戏"率土之濱-大三国志"主题曲                                                        | 2022年 |
| 花天、乱れ咲く（翻唱）                                        | 手机游戏“妖怪rumble”三周年纪念曲官方翻唱                                                 | 2022年 |
| フォニイ（翻唱）                                              | 跨媒体企划“BanG Dream! 少女樂團派對”合作翻唱曲（与Afterglow共同演绎）                    | 2023年 |
| Neo-Aspect（翻唱）                                            | 跨媒体企划“BanG Dream! 少女樂團派對”合作翻唱曲                                           | 2023年 |
| VERY VERY SPECIAL                                             | 手机游戏“口袋迷你星”主题曲                                                               | 2023年 |
| 怒涛                                                          | 手機遊戲“MementoMori”角色（贝尔）主题曲                                                  | 2023年 |
| 修羅朱/SLASH                                                  | 手機遊戲“問答RPG 魔法使與黑貓維茲”活動主題曲                                             | 2024年 |
| ポケモンカードゲームルールソング スカーレット＆バイオレット編 | 寶可夢集換式卡牌遊戲规则介绍曲（与SORARU共同演唱）                                       | 2024年 |
| Musication                                                    | 手機遊戲“原神”同人特别节目“HoYoFair2024 提瓦特映影节”参与曲目 （与天月、超学生共同演唱） | 2024年 |
| 承認欲求                                                      | 電視動畫《悲喜漁生》片尾曲                                                               | 2024年 |
| Foxindigo                                                     | “东方归言录”角色（八云蓝）主题曲                                                         | 2024年 |
| 魘幻夜                                                        | 手機遊戲“原神”同人新年特别节目“HoYoFair2025 次元侦探异闻录”参与曲目                      | 2024年 |
| 여기있는 꿈 (Japanese Ver.)                                   | 主机游戏“棕色尘埃2”插入曲                                                                | 2024年 |
| Vermilion                                                     | 手機遊戲“原神”角色（玛薇卡）主题曲                                                       | 2025年 |
| 沉淪幻海                                                      | 手機遊戲“鳴潮”角色（坎特蕾拉）主題曲                                                     | 2025年 |
| 追え！カレイド！                                              | 电子遊戲“Chasing KaleidoRIDER”主題曲                                                     | 2025年 |

## 出演作品

### 電視動畫
2016年
- 影鱷 承（ナギ・ヤグルの母親）

2022年
- 派對咖孔明（月見英子〈歌唱〉）

2023年
- Paradox Live THE ANIMATION（Anne Faulkner[33]）

## 线下活动

### 个人演唱会
| 日期          | 名稱                                                  | 會場                   |
| ------------- | ----------------------------------------------------- | ---------------------- |
| 2017年3月29日 | 96猫 LIVE TOUR “ちょこっと96猫お邪魔します！〜2.5D〜” | 大阪 · なんばHatch     |
| 2017年3月31日 | 96猫 LIVE TOUR “ちょこっと96猫お邪魔します！〜2.5D〜” | 東京 · Zepp Diver City |
| 2018年5月4日  | 96猫 バーチャルライブ ゼロ                            | サンリオピューロランド |
| 2022年1月15日 | 96猫3Dライブ「96NEKO SHOW TIME」                      | ミクチャ线上直播       |

### 参演活动
| 日期           | 名稱                                                            | 會場                                      |
| -------------- | --------------------------------------------------------------- | ----------------------------------------- |
| 2012年4月28日  | ニコニコ超パーティーFirst Night～1×0～                          | 幕張メッセ (千葉県)                       |
| 2016年2月19日  | CONNECT LIVE                                                    | 東京 · 赤坂BLITZ                          |
| 2016年12月4日  | CONNECT SERIES in SEOUL 2016                                    | KT&G Sangsangmadang Live Hall             |
| 2016年12月29日 | 虹色オーケストラ「透明のシンフォニー」                          | 埼玉県 大宮ソニックシティ 大ホール        |
| 2017年1月7日   | 虹色オーケストラ「透明のシンフォニー」                          | 大阪府 オリックス劇場                     |
| 2017年8月12日  | 天月-あまつき-のやりたい放題TOUR2017 宮城                       | 電力ホール                                |
| 2017年10月9日  | 【NEW ERA JAPAN POP】天月x96貓x佐香智久台灣演唱會               | CLAPPER STUDIO                            |
| 2018年1月4日   | 新春SP!お餅な僕たち〜あけおめ！ことよろ！新年の御挨拶を添えて〜 | Zepp Divercity(TOKYO)                     |
| 2018年8月30日  | Stars on Planet -星の王子さまにさよならを-                      | 東京国際フォーラム                        |
| 2021年3月20日  | Paradox Live Dope Show-2021.3.20 LINE CUBE SHIBUYA-             | LINE CUBE SHIBUYA                         |
| 2022年3月27日  | VTuber Fes Japan 2022                                           | 幕張メッセ ニコニコ超会議2022特設ステージ |
| 2022年5月28日  | Paradox Live Dope Show                                          | パシフィコ横浜 国立大ホール               |
| 2022年9月4日   | TVアニメ「パリピ孔明」歌いまくり♪Party Time！                   | 幕張国際研修センター                      |
| 2022年11月19日 | ANIMAX MUSIX 2022 Part 1                                        | 横浜アリーナ                              |
| 2023年5月21日  | Paradox LiveDope Show 2023                                      | 幕張メッセ イベントホール                 |
| 2023年8月27日  | Animelo Summer Live 2023 -AXEL- DAY3                            | さいたまスーパーアリーナ                  |
| 2024年10月6日  | Paradox Live 2MAN SHOW                                          | ニッショーホール                          |

## 参与团体

### CLΦSH
“CLΦSH”是96猫与日本音乐创作者囚人P组成的同人音乐唱作组合。
同人专辑
- 《ScHWarz（シュバルツ）〜黒〜》（2011年） - EAN 4562333732004。
- 《Weiβ（ヴァイス）〜白〜》（2011年） - EAN 4562333732011。

商业专辑
- 《EXIT TUNES PRESENTS FINAL FICTION》（2012年7月4日） - Oricon公信榜最高15位，上榜10周。

### WhiteFlame
“WhiteFlame”是由日本音乐创作者黑兔P（黒うさP）发起的同人音乐创作团体。
- 《月と星の虚構空間》（2013年1月9日）：96猫参与其中两曲：《流れ星》（电视动画《探險托里蘭托》14-25话片尾曲）、《下弦の月》（电视节目“musicるTV（日语：musicるTV）”曾用片尾曲）[55] - Oricon公信榜最高27位，上榜5周[56]。

### Team Pet Shop
“Team Pet Shop”（「チームペットショップ」；又译“犬猫店长”）是96猫、コゲ犬、vip店長3位网络歌手组成的同人音乐组合。
同人专辑
1. 《犬猫店長》（2014年8月13日） - EAN 4571192986350
2. 《続・犬猫店長》（2015年7月15日） - EAN 4571192989085

### 96Banana
“96Banana”（「96バナナ」）是96猫、与おればななP和ギガP（仅参与《baby cupid》制作）两位音乐创作者组成的同人音乐唱作组合。
同人专辑
1. 《Asymmetry》（2012年1月8日） - EAN 4562333734008
2. 《baby cupid》（2013年8月12日）

### BAE
“BAE”是HIPHOP风格多媒体企划Paradox Live中的泛二次元偶像组合，由96猫（饰Anne Faulkner）、梶原岳人（饰朱雀野 Allen）、村瀬歩（饰燕 夏準）三人组成。

## 註腳

### 出處
1. 1 2  . ORICON NEWS. 2016-04-21  [2017-03-03].
2. ↑  . cielkocka -チエリコチカ株式会社-. チエリコチカ株式会社.   [2025-03-03] （日语）.
3. 1 2  . 96猫公式のニコニコ動画. 2013-07-18  [2017-03-03].
4. ↑  . 音楽ナタリー.   [2017-03-03].
5. ↑  . アニメイトタイムズ. 2013-11-23  [2017-03-03].
6. ↑  . ニコニコチャンネル:音楽. 2015-12-07  [2017-03-10].
7. ↑  . 搜狐网. 搜狐媒体平台.   [2025-03-03] （中文（中国大陆））.
8. ↑  . 音楽ナタリー. 2016-05-18  [2017-03-03].
9. ↑  . ワンゴジェイピーnews. 2016-04-21  [2017-03-06].
10. ↑  . Musicman-NET. 2016-06-28  [2017-03-03]. （原始内容存档于2016-07-08）.
11. ↑  . 96猫. Sony Music.   [2025-03-03].
12. ↑  . BARKS音楽ニュース. 2017-01-13  [2017-03-03].
13. ↑  . 初音ミク公式ブログ. piapro. 2018-09-25  [2025-03-26] （日语）.
14. ↑  Inc, Natasha. . 音楽ナタリー. Natasha, Inc.   [2025-03-26] （日语）.
15. ↑  . X. 96猫.   [2025-03-26].
16. ↑  . YouTube. avex pictures.   [2025-03-26].
17. ↑  . Honda公式サイト. Honda Motor Co., Ltd.   [2025-03-26] （日语）.
18. ↑  . YouTube. 2022-05-26  [2025-03-26].
19. ↑  . YouTube. avex pictures. 2022-05-27  [2025-03-26].
20. ↑  . 夢職人と忘れじの黒い妖精 - ジークレスト. GCREST.   [2025-03-26] （日语）.
21. ↑  . 96猫 Official Website. 96neko.jp.   [2025-03-26] （日语）.
22. ↑  . 96猫 Official Website. 96neko.jp.   [2025-03-26] （日语）.
23. ↑  . YouTube. avex pictures. 2024-02-27  [2025-03-26].
24. 1 2  . エキサイトニュース. 2024-03-05 （日语）.
25. ↑  . 音楽ナタリー.   [2017-03-03].
26. 1 2  . バイトルマガジン. 2025-03-14  [2025-03-26] （日语）.
27. ↑  . Ameba.   [2017-03-03].
28. ↑  . 96猫のTwitter. 2015-11-05  [2017-03-25].
29. ↑  . 96猫. Sony Music.   [2025-03-03].
30. ↑  . ORICON NEWS.   [2019-04-11]. （原始内容存档于2019-04-11）.
31. ↑  . 音楽ナタリー. 2016-03-21  [2017-03-03]. （原始内容存档于2016-11-16）.
32. ↑  . BARKS音楽ニュース. 2017-01-13  [2017-03-03]. （原始内容存档于2017-03-24）.
33. ↑  . Comic Natalie. 2023-03-24  [2023-03-24]. （原始内容存档于2023-03-31） （日语）.
34. 1 2  . チケプラ カンタン便利な電子チケット.   [2025-03-26] （日语）.
35. ↑  . 96猫 Official Website.   [2025-03-26] （日语）.
36. ↑  . avex.jp.   [2025-03-26] （日语）.
37. ↑  . blog.nicovideo.jp.   [2025-03-26].
38. ↑  アニソン・アニメ音楽のポータルサイト, リスアニ！-. . リスアニ！ – アニソン・アニメ音楽のポータルサイト.   [2025-03-26] （日语）.
39. ↑  . tickets.interpark.com.   [2025-03-26].
40. 1 2  Inc, Natasha. . 音楽ナタリー.   [2025-03-26] （日语）.
41. ↑  . www.eventernote.com.   [2025-03-26] （日语）.
42. ↑  . www.eventernote.com.   [2025-03-26] （日语）.
43. ↑  . 96猫 Official Website.   [2025-03-26] （日语）.
44. ↑  . 96猫 Official Website.   [2025-03-26] （日语）.
45. ↑  . Paradox Live（パラライ）公式サイト.   [2025-03-26] （日语）.
46. ↑  . VTuber Fes Japan 2023 公式サイト.   [2025-03-26] （日语）.
47. ↑  . Paradox Live Dope Show-2022.5.28 PACIFICO Yokohama National Convention Hall-.   [2025-03-26] （日语）.
48. ↑  . paripikoumei-anime.com. 2022-08-29  [2025-03-26] （日语）.
49. ↑  . ANIMAX.   [2025-03-26] （日语）.
50. ↑  . Paradoxi Live.   [2025-03-26] （日语）.
51. ↑  . Animelo Summer Live 2023 -AXEL-.   [2025-03-26].
52. ↑  . Paradox Live.   [2025-03-26] （日语）.
53. ↑  . web.archive.org. 2021-05-17  [2025-03-26].
54. ↑  . ORICON NEWS.   [2025-03-26] （日语）.
55. ↑  . WhiteFlame. avex.   [2025-03-26].
56. ↑  . ORICON NEWS.   [2025-03-26] （日语）.
57. ↑  Inc, Natasha. . 音楽ナタリー.   [2025-03-26] （日语）.
58. ↑  . ニコニコ大百科. 2012-01-19  [2025-03-26] （日语）.

## 外部連結
- 96猫的X（前Twitter）
- 96猫オフィシャルファンクラブ「96ねこじゃらし」
- http://www.pixiv.net/member.php?id=837955（页面存档备份，存于） - pixiv
- 96ぬこじゃらし（页面存档备份，存于） - Ameba官方部落格
- 96猫の足跡（页面存档备份，存于） - niconico動畫影片清單
- 9cas6（页面存档备份，存于） - TwitCasting
- YouTube上的【MAIN】96neko-CHANNEL頻道
- YouTube上的【SUB】96NEKO-CHANNEL頻道
- http://ch.nicovideo.jp/96neko-channel（页面存档备份，存于） - 官方niconico頻道